# 常世晶子
常世 晶子（とこよ しょうこ、1973年6月14日 - ）は、タレント、ナレーター、ラジオパーソナリティ。トゥインクル・コーポレーション所属。「一般社団法人アナウンス発声協会EACO(エアコ)」代表理事、「こどもアナウンス発声協会」代表。「こどもアナウンスブック 正しい発声とつたえる力 CD付」の著者。日本声楽発声学会会員。ソラカツキカVo.作詞。

## 経歴
2022年の時点で、出演しているレギュラー番組は、TBS「SASUKE」リポーター、TBS「イベントGO!」「イベントGO＋!」ナレーター、ラジオ日本「住まいのトラブルバスター」ナビゲーター、ファミリー劇場「KnockOut～競技クイズ日本一決定戦」司会・問い読み…第7回衛星放送協会オリジナル番組アワード大賞受賞。 （BS・CSオリジナル番組から選ばれるドラマ・スポーツ・バラエティーなど全ジャンルの中で一番の作品）
CMや番組のナレーション出演も多数。「バンホーテン×ガラスの仮面 web限定ムービー」の北島マヤ、姫川亜弓、月影千草ほか女性陣全員の声&ナレーション等。
栃木県宇都宮市出身。日本女子大学人間社会学部卒業。元岩手めんこいテレビアナウンサー・報道部警察記者クラブ所属。（1996年 - 1998年）。
2017年5月5日に「こどもアナウンス発声協会」を設立。代表に就任（絵本作家・保育士として活動中のフリーアナウンサー茂木亜希子と共同代表）。全国の小学校などで声のプロのアナウンサーが発声授業を行う活動をサポートしている。※2022年6月1日時点の会員数は、全国200名（アナウンサー187名、その他、気象キャスター・声優・俳優・ナレーター・DJ・MC）
2016年10月～アナウンサー・ナレーター・気象予報士などを対象にした著書（旧テキスト）「こどものためのアナウンスブック」を使った発声指導者養成セミナーを開催。小学校などで正しい発声を教えるプロの有償ボランティア講師を全国に増やす活動を展開中。2018年11月新テキスト「こどもアナウンスブック　正しい発声とつたえる力 CD付」を子どもの未来社より発売。
開発教材は、「こどもアナウンスブック」の紙芝居、文章に合わせたCD・楽譜、母音ポスター等。 授業内容は、基本の発声と合わせて、番組形式のアナウンサー体験やリポーター体験など多彩で好評。
また、日本子育て支援協会と幼児教室大手4社（小学館ドラキッズ、ミキハウスキッズパル、講談社すこやか教室、めばえ教室）4社合同の保育資格「幼児教育トレーナー」養成講座のテキスト（発声部門）執筆。特別講師。
過去に所属していた芸能プロダクション「トップコート」では、新人育成講師として未来のスターを育てているなど講師、講演歴も多数。
2018年にアナウンサーの友人長久保さとこと音楽ユニット「ソラカツキカ」（空花月花）を結成。ショーコ名でボーカルと作詞を務めている。
2021年7月7日にこどもアナウンス発声協会の連携団体、「一般社団法人アナウンス発声協会EACO（エアコ）」を新設し、代表理事に就任している。

## 人物
- ハーバルセラピスト、ハーブインストラクター、アロマテラピー検定1級の資格を取得。
- YAMAHAバンドコンテスト地区大会ベストボーカリスト賞受賞、FNS系列アナウンサー対抗歌合戦優勝
- 陽気、職人気質、情熱家。
- コミュニケーション能力に長けている。

## 主なレギュラー出演番組
【岩手めんこいテレビ時代】
- 「山・海・漬」(ゴールデンタイムの情報番組)初代司会・リポーター
- 「本宮字松幅」(金曜深夜1時間15分の生番組)初代司会

【フリー後】
2018年
- SASUKE（TBS系） リポーター
- 住まいのトラブルバスター（ラジオ日本）ナビゲーター
- イベントGO!（TBS系）ナレーター
- BLITZ INDEX（TBS系）ナレーター
- Knock Out-競技クイズ日本一決定戦-（ファミリー劇場）司会・問い読み

～2018年
- おーい、ニッポン(NHK BS2) FAX紹介・リポーター
- BAY MORNING STREAM水曜日（BayFM） メインDJ

- SASUKE（TBS系）
- KUNOICHI（TBS系）
- 筋肉番付（TBS系）
- 体育王国（TBS系）
- 黄金筋肉（TBS系）
- 最強の男は誰だ!壮絶筋肉バトル!!スポーツマンNo.1決定戦（TBS系）
- 芸能人サバイバルバトル（TBS系）
- 究極の男は誰だ!?最強スポーツ男子頂上決戦（TBS）インタビュアー
- 千葉ロッテマリーンズ野球中継（Jスカイスポーツ）ベンチリポーター
- プロ野球マスターズリーグ（スカイパーフェクTV）ベンチリポーター

- スポーツチェック（スカイパーフェクTV）ナビゲーター
- サッカー高等研究所モノ研（スカイパーフェクTV）MC

- サウンドウォーカー（ニッポン放送）中継リポーター

- スーパーモーニング（テレビ朝日）美容コーナーリポーター

- エコノミ☆マルシェ（ダイワ・証券情報TV）アシスタント・リポーター・ナレーター

- アジアドラマティックチャンネル番宣特番ナレーター（多数）
- 松下電器産業VP（洗濯機・食器洗い乾燥機など）ナレーター

- Car散歩〜車で巡るちょっと贅沢な休日旅〜（BSフジ）ナレーター

## 出演番組・司会など

### 岩手めんこいテレビ時代
- FNSの日  (フジテレビ）岩手めんこいテレビ代表
  - FNSの日十周年記念1億2500万人の超夢リンピック
  - 疾風怒涛!FNSの日スーパースペシャルXI真夏の27時間ぶっ通しカーニバル〜REBORN〜

### 司会・アシスタント
- 音盤夜話（NHK BS2）アシスタント
- 音ボケPOPS（BS-TBS）不定期アシスタント
- 石田ism（TwellV）進行役

### リポーター
- 首都圏いきいきワイド(NHK総合)
- ジャスト（TBS）
- 全日本空手道選手権大会（テレビ東京）
- 旅デューサー（東京MXTV）親子出演

### ナレーター
- 2014世界バレー アジア最終予選9月4日開幕（TBS）
- 今年のメジャーは100倍おもしろい（フジテレビ）
- 旅先ウォーカー（全日空機内番組）
- サッポロビール イエローテイルCM
- 朝 2分+1分骨盤ダイエット（コロムビアミュージックエンタテインメント[注釈 1] /三笠書房）DVD

### ドラマ出演
- 氷点2001（テレビ朝日） - キャスター 役
- ラヴ・スタイリスト（BS日テレ） - 番宣ナレーター
- 正義の味方（日本テレビ） - 番宣特番ナレーター / リポーター 役
- 夢をかなえるゾウ（読売テレビ） - メイキング番宣特番ナレーター
- 花咲舞が黙ってない!（日本テレビ） - ナレーター
- 天才バカボン2（日本テレビ） - 紅白の司会者 役
- 天才バカボン3（日本テレビ） - ホテル客 役
- 下剋上受験（TBS） - リポーター 役
- anone（日本テレビ） - 番宣ナレーション / ニュースキャスター 役
- さくらの親子丼（フジテレビ） - ニュースキャスター 役

### webムービー
- AROMASTIC　webムービー「元、落語家」 企画・構成 又吉直樹　ラジオの声
- web限定コラボムービーバンホーテン×ガラスの仮面 北島マヤなど4役の声＆ナレーション
- web限定コラボムービー バンホーテン190周年×ガラスの仮面 北島マヤなど3役の声＆ナレーション

### その他
- 有名俳優・女優ファンクラブイベント司会　多数
- その他、番組出演・イベント司会多数

## 講師歴
- (株)TOPCOAT（芸能プロダクション） - 新人タレント育成
- ARTIST☆ARTIST（タレント養成所） - 新人タレント育成
- エファップ・ジャポン(広報・PR職のビジネススクール） - スピーチ
- ジュニアスター学園（子どものためのタレント養成塾・ネットラーニング） - セルフプロデュース

- こどもアナウンス発声協会の代表として、小学校等教育機関での授業歴や、小学校～大学等PTAや教職員向けの講演歴多数。

## 書籍
- 旧テキスト「こどものためのアナウンスブック 発声のきほん」著者 2014年11月 局アナnet出版 ※販売終了。
- 「幼児教育トレーナー養成講座」テキスト(発声部門)執筆 2016年10月
- 新テキスト「こどもアナウンスブック 正しい発声とつたえる力 CD付」著者 2018年11月 子どもの未来社出版 (絵本作家・保育士の茂木亜希子と共著)